# Naturalizm (teatr)
Naturalizm – w teatrze prąd, rozwijający się na przełomie XIX i XX wieku w Europie, w myśl którego sztuka teatralna powinna tworzyć jak najdokładniejszą iluzję rzeczywistości. Aby osiągnąć ten cel, stosowano różne sposoby, takie jak: trójwymiarowe, szczegółowe dekoracje, dialogi naśladujące mowę (zarzucenie poezji), skupienie na codziennych sprawach, brak sił nadnaturalnych wpływających na losy bohaterów, postacie pochodzące z różnych warstw społecznych, wreszcie styl gry aktorskiej imitujący naturalną rozmowę. Jego założenia zostały pierwszy raz opisane przez Emila Zolę w 1881 roku.